# Trảng Bom
Trảng Bom là một huyện thuộc tỉnh Đồng Nai, Việt Nam.
Huyện Trảng Bom cách trung tâm Thành phố Hồ Chí Minh khoảng 42 km, tiếp giáp và cách trung tâm thành phố Biên Hòa khoảng 12 km về phía đông, nằm ở phía tây nam của hồ Trị An.
Trảng Bom có Quốc lộ 1 chạy qua, nổi tiếng với khu du lịch sinh thái thác Giang Điền. Trảng Bom có vị trí địa lý vô cùng quan trọng trong việc phát triển công nghiệp của tỉnh Đồng Nai, với các khu công nghiệp như Hố Nai, Sông Mây, Bàu Xéo. Trảng Bom kết hợp với các huyện Nhơn Trạch, Long Thành và thành phố Biên Hòa tạo thành khu trung tâm công nghiệp của tỉnh. Đây cũng là một huyện có nhiều người dân theo Công giáo của tỉnh, với các giáo xứ, xóm đạo đặc trưng trải dài dọc theo Quốc lộ 1.

## Địa lý

### Vị trí địa lý
Trảng Bom là một huyện thuộc vùng trung du của tỉnh Đồng Nai, có vị trí địa lý:
- Phía đông giáp huyện Thống Nhất
- Phía tây giáp thành phố Biên Hòa
- Phía nam giáp huyện Long Thành
- Phía bắc giáp huyện Vĩnh Cửu và huyện Định Quán.

Huyện Trảng Bom nằm dọc theo Quốc lộ 1, là cửa ngõ đi vào Thành phố Hồ Chí Minh nên có lợi thế về phát triển giao thông. Bên cạnh đó, Trảng Bom cách Biên Hòa 12 km và Thành phố Hồ Chí Minh 42 km về phía đông nên thuận tiện cho việc giao thương, buôn bán và đầu tư công nghiệp.

### Dân số
Trảng Bom là một huyện đông dân với dân số năm 2019 là 349.279 người, mật độ dân số cao, đạt 1.073 người/km².
Huyện Trảng Bom có diện tích 324,27 km², dân số năm 2020 là 363.122 người, trong đó dân số thị trấn Trảng Bom là 25.167 người và dân số 16 xã là 337.955 người.

## Hành chính

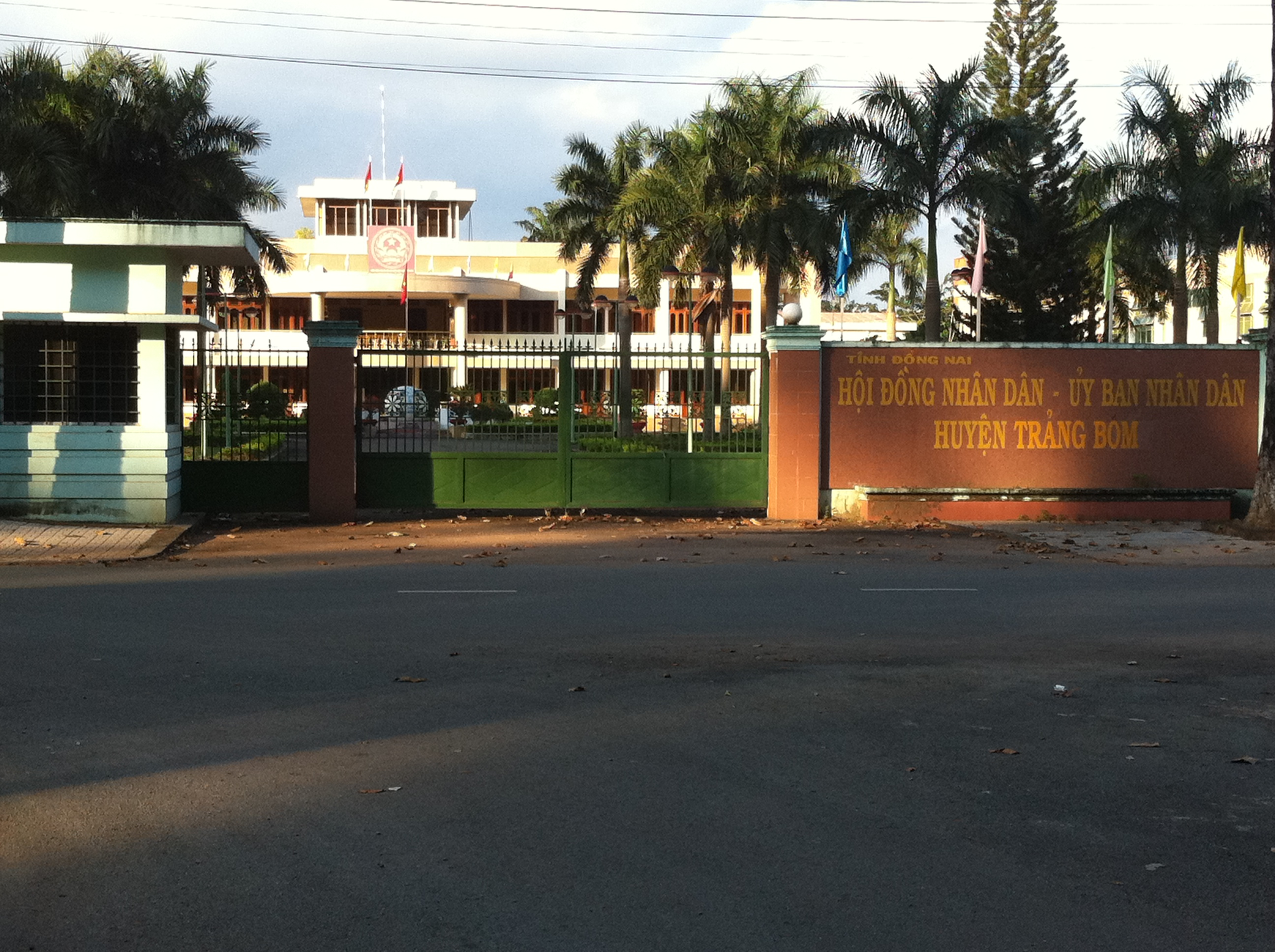
Trụ sở UBND huyện Trảng Bom

Huyện Trảng Bom có 17 đơn vị hành chính cấp xã trực thuộc, bao gồm thị trấn Trảng Bom (huyện lỵ) và 16 xã: An Viễn, Bắc Sơn, Bàu Hàm, Bình Minh, Cây Gáo, Đông Hòa, Đồi 61, Giang Điền, Hố Nai 3, Hưng Thịnh, Quảng Tiến, Sông Thao, Sông Trầu, Tây Hòa, Thanh Bình, Trung Hòa.

## Lịch sử
Địa danh Trảng Bom có từ năm 1957, khi đó là tên một xã thuộc quận Châu Thành, tỉnh Biên Hòa. Đến năm 1963, chính quyền Việt Nam Cộng hòa đổi tên quận Châu Thành thành quận Đức Tu, xã Trảng Bom thuộc quận Đức Tu. Đến năm 1976, xã Trảng Bom được chia thành hai xã Trảng Bom 1 và Trảng Bom 2 thuộc huyện Thống Nhất, tỉnh Đồng Nai.
Ngày 21 tháng 8 năm 2003, Chính phủ ban hành Nghị định số 97/2003/NĐ-CP. Theo đó, thành lập huyện Trảng Bom trên cơ sở tách thị trấn Trảng Bom và 16 xã: Hố Nai 3, Bắc Sơn, Bình Minh, Quảng Tiến, Sông Trầu, Tây Hòa, Trung Hòa, Đông Hòa, Hưng Thịnh, Sông Thao, Bàu Hàm, Giang Điền, An Viễn, Đồi 61, Cây Gáo, Thanh Bình thuộc huyện Thống Nhất.
Sau khi thành lập, huyện Trảng Bom có 17 đơn vị hành chính cấp xã, gồm 1 thị trấn và 16 xã như hiện nay.
Ngày 27 tháng 5 năm 2019, Bộ Xây dựng ban hành Quyết định số 447/QĐ-BXD công nhận thị trấn Trảng Bom mở rộng (gồm thị trấn Trảng Bom và một phần các xã: Đồi 61, Sông Trầu, Quảng Tiến) là đô thị loại IV.

## Giao thông
Với vị trí kế cận thành phố Biên Hòa, cửa ngõ đi vào Thành phố Hồ Chí Minh, Trảng Bom có nhiều dự án lớn đi qua địa bàn như đường cao tốc đường sắt cao tốc Bắc - Nam, đường Quốc lộ 1 tránh thành phố Biên Hòa. Giao thông đã được nhựa hóa các con đường nội bộ trong vùng.

## Kinh tế
Cơ cấu kinh tế của huyện chuyển dịch đúng hướng với tỷ trọng công nghiệp năm 2015 là 68,9%, dịch vụ 25,2%, nông nghiệp 5,4%.
Nông nghiệp: Về sản xuất nông nghiệp tăng bình quân 4,32%/năm, tăng 2,6 lần so với năm 2004. Ngành chăn nuôi ở huyện Trảng Bom đang phát triển mô hình chăn nuôi trang trại, quy hoạch xong 11 vùng tập trung khuyến khích chăn nuôi tại 8 xã, để di dời các cơ sở chăn nuôi trong khu dân cư gây ô nhiễm môi trường. Ngành trồng trọt đang thử nghiệm và ứng dụng mô hình cây thanh long ruột đỏ, cây hoa cảnh, bước đầu đạt hiệu quả kinh tế. Trong chương trình xây dựng nông thôn mới, các xã đạt từ 10 đến 12/19 tiêu chí, riêng xã Thanh Bình đạt 19 tiêu chí và đang lập hồ sơ để quý IV-2014 được công nhận.
Hạ tầng: Kết cấu hạ tầng kinh tế - xã hội có nhiều công trình làm đòn bẫy phát triển như đường ĐT 767, 762, đường liên huyện Trảng Bom - Long Thành, Trảng Bom - Cây Gáo, đường vào khu du lịch và khu công nghiệp Giang Điền.
Công nghiệp: Phát triển công nghiệp được xác định là khâu đột phá trong nền kinh tế huyện Trảng Bom. Đến nay, trên địa bàn huyện có 4 khu công nghiệp tập trung (Bàu Xéo, Sông Mây, Hố Nai, Giang Điền) thu hút 158 dự án đầu tư với tổng số vốn đăng ký 1.506 triệu USD, vốn thực hiện đạt 73,2% so với vốn đăng ký (146 dự án đi vào sản xuất thu hút hơn 98 ngàn lao động có việc làm ổn định). Công nghiệp địa phương từng bước tăng dần tỷ trọng, cụm công nghiệp vật liệu xây dựng Hố Nai đã cho thuê 100%, cụm nghề gỗ mỹ nghệ Bình Minh đang triển khai thực hiện; các ngành sản xuất thủ công mỹ nghệ, chế biến gỗ, cơ khí, chế biến nông sản, thực phẩm, dệt may,... phát triển mạnh, góp phần nâng cao giá trị sản xuất toàn ngành. Giá trị sản xuất ngành công nghiệp - xây dựng tăng bình quân 14,5%/năm, trong đó giá trị sản xuất công nghiệp tăng bình quân 15%/năm.
Quy hoạch phát triển các khu công nghiệp trên địa bàn huyện Trảng Bom:
- Khu Công nghiệp Sông Mây với 500 ha
- Khu Công nghiệp Hố Nai với 523 ha
- Khu Công nghiệp Bàu Xéo với 504 ha
- Khu Công nghiệp Giang Điền với 600 ha.

Các cụm công nghiệp - tiểu thủ công nghiệp trên địa bàn huyện Trảng Bom:
- Cụm công nghiệp Cây Gáo với 20 ha
- Cụm công nghiệp Hưng Thịnh với 35 ha
- Cụm công nghiệp vật liệu xây dựng Hố Nai 3 với 50 ha
- Cụm công nghiệp Thanh Bình với 50 ha
- Cụm công nghiệp An Viễn với 50 ha
- Cụm công nghiệp A - Hố Nai 3 với 30 ha
- Cụm công nghiệp Sông Thao với 50 ha
- Cụm công nghiệp Suối Sao - Hố Nai 3 với 50 ha.

Khu đô thị: Hiện nay trên địa bàn huyện Trảng Bom đã và đang hình thành một số khu đô thị mới như: Boulevard City, Gold Hill, Ngọc Bích Residence, Richland Hill, Sakura Valley, Suối Son, The Viva City,...
Thương mại - dịch vụ: Là điểm nhấn ngành kinh tế của huyện. Giá trị tăng thêm ngành dịch vụ - thương mại thời điểm cuối năm 2012 là 3.243 tỷ đồng, tăng bình quân hàng năm giai đoạn 10 năm là 18,25 lần, gấp 4 lần 2004. Các khu thương mại, hệ thống ngân hàng, mạng lưới chợ, các cơ sở dịch vụ phát triển nhanh; vận tải hành khách, hạ tầng công nghệ thông tin, viễn thông được hiện đại hóa.

## Giáo dục
Toàn huyện có 86 trường học từ mẫu giáo đến trung học phổ thông, 1 trường đại học, 2 trường cao đẳng và nhiều cơ sở dạy nghề ngoài công lập:
- Các trường THCS nổi tiếng:

1. Trường THCS Nguyễn Công Trứ (Xã Trung Hòa)
2. Trường THCS Hùng Vương (Thị trấn Trảng Bom)
3. Trường THCS Huỳnh Văn Nghệ (Xã Bắc Sơn)
4. Trường THCS Minh Đức (Xã Bắc Sơn)
5. Trường THCS Hòa Bình (Xã Hố Nai 3)
6. Trường THCS Phan Chu Trinh (Xã Đông Hòa).
7. Trường THCS Huỳnh Thúc Kháng (Xã Tây Hòa)

- Huyện Trảng Bom có Trường THPT Thống Nhất A là trường điểm của huyện. Các trường THPT trên địa bàn huyện:

1. Trường THCS&THPT Bàu Hàm (Xã Bàu Hàm)
2. Trường Phổ thông dân tộc nội trú tỉnh (Xã Trung Hòa)
3. Trường THPT Thống Nhất A (Thị trấn Trảng Bom)
4. Trường THPT Ngô Sĩ Liên (Thị trấn Trảng Bom)
5. Trường TH-THCS-THPT Trần Quốc Tuấn (Xã Trung Hòa)
6. Trường TH-THCS-THPT Trịnh Hoài Đức (Xã Quảng Tiến)
7. Trường TH-THCS-THPT Trần Đại Nghĩa (xã Hố Nai 3)

- Các trường Trung cấp - Cao đẳng - Đại học tại huyện Trảng Bom:

1. Trường CĐ nghề Cơ giới và Thủy lợi
2. Trường CĐ Kinh thế kỹ thuật Thành phố Hồ Chí Minh (Vinatex)
3. Trường ĐH Lâm Nghiệp (Cơ sở 2).
4. Trường CĐ Hòa Bình Xuân Lộc (trực thuộc Tòa Giám Mục Xuân Lộc)

## Du lịch
Huyện Trảng Bom có các khu du lịch như:
1. Sân golf Sông Mây
2. Khu du lịch - đô thị thác Giang Điền
3. Thác Đá Hàn.